# یوکا کاتو
یوکا کاتو (انگلیسی: Yuka Kato؛ زادهٔ ۳۰ اکتبر ۱۹۸۶) شناگر اهل ژاپن است.